# Кремен (Благоевградская область)
Кремен (болг. Кремен) — село в Благоевградской области Болгарии. Входит в состав общины Банско. Находится примерно в 17 км к юго-востоку от центра города Банско и примерно в 55 км к юго-востоку от центра города Благоевград. По данным переписи населения 2011 года, в селе  проживало 205 человек.

## Население
| Год     | 1934 | 1946 | 1956 | 1965 | 1975 | 1985 | 1992 | 2001 | 2011 |
| ------- | ---- | ---- | ---- | ---- | ---- | ---- | ---- | ---- | ---- |
| Жителей | 1124 | 1114 | 1114 | 938  | 759  | 574  | 472  | 352  | 205  |

| Национальность  | Человек | Процент |
| --------------- | ------- | ------- |
| болгары         | 185     | 90,24%  |
| турки           | 0       | 0%      |
| цыгане          | 0       | 0%      |
| другие          | 17      | 8,29%   |
| не определились | 3       | 1,46%   |
| Всего ответов   | 205     |         |

|  |